# Alexander Nadj
Pavle Alexander Nadj, född 26 augusti 1986 i Annedals församling i Göteborg, är en svensk fotbollsmålvakt.

## Karriär
Nadj är fostrad i IFK Göteborg, och har ett förflutet i Jönköping Södra IF.
Första säsongen i J-Södra gick det bra för Nadj då spelade han 26 matcher från start och höll sex nollor. Andra säsongen gick det tyngre, och han råkade ut för en korsbandsskada som gjorde att han missade stora delar av säsongen. Han skrev efter säsongen 2009 på ett nytt tvåårskontrakt med J-Södra.
Östers IF bekräftade den 5 mars 2012 att man skrivit kontrakt med Nadj.
I januari 2015 flyttade Nadj hem till Göteborg för att vara reserv bakom Christoffer Källqvist i BK Häcken. Efter säsongen 2016 lämnade han klubben. I mars 2017 skrev Nadj på för Utsiktens BK.
Den 1 februari 2018 värvades Nadj av GAIS, där han skrev på ett tvåårskontrakt. Nadj lämnade klubben efter säsongen 2018. Den 4 juli 2019 skrev han på ett halvårskontrakt med BK Häcken.